# Calliandra cruegeri
Calliandra cruegeri är en ärtväxtart som beskrevs av August Heinrich Rudolf Grisebach. Calliandra cruegeri ingår i släktet Calliandra och familjen ärtväxter. Inga underarter finns listade i Catalogue of Life.